# Maguwoharjo
Maguwoharjo is een bestuurslaag in het regentschap Sleman van de provincie Jogjakarta, Indonesië. Maguwoharjo telt 38.712 inwoners (volkstelling 2010).